# Bug a Boo
"Bug a Boo" é um single do do girl group americano Destiny's Child, integrado no seu segundo álbum de estúdio, The Writing's on the Wall (1999). Foi escrito pelas próprias integrantes da banda Beyoncé Knowles, LeToya Luckett, LaTavia Roberson e Kelly Rowland, juntamente com Kandi Burruss e Kevin Briggs. A canção usa elementos da canção de 1978 "Child's Anthem", da banda Toto.
A música foi lançada como o segundo single do álbum em 23 de agosto de 1999. Atingiu o número trinta e três na Billboard Hot 100. Fora dos Estados Unidos, a música chegou ao top 10 das paradas na Holanda e no Reino Unido.

## Performance comercial
"Bug a Boo" estreou no número 87 no Billboard Hot 100 em 25 de setembro de 1999 e ascendeu ao número 33 antes de descer pelas paradas. Após o enorme sucesso de "Bills, Bills, Bills", "Bug a Boo" foi uma decepção em suas vendas e airplay. Ele se apresentou melhor nas paradas de R&B atingindo o número 15, mas continua sendo um dos dois singles das Destiny's Child a não chegar ao top 10 neste gráfico. A canção passou vinte semanas no Hot 100. No início da versão Refugee Camp Remix, as letras de abertura se referem à banda fazendo "certo pela segunda vez". O single também chegou ao número 26 no ARIA.
Nos Países Baixos, a música chegou ao número 6 no Mega Single Top 100, permaneceu nas paradas por 15 semanas e teve um monte de airplay nas estações de rádio.

## Vídeoclipe
Apesar de não ser um hit grande nos gráficos, o vídeo da música foi muito popular, recebendo reproduções de airplay na MTV e redes de televisão de música como a BET. Foi também o primeiro clipe das Destiny's Child a fazer parte da popular parada de clipes Top 10 do TRL e o último vídeo da banda a apresentar as integrantes fundadoras LaTavia Roberson e LeToya Luckett. O vídeo foi dirigido por Darren Grant e gravado em julho de 1999.
No vídeo, o grupo está andando por uma avenida comercial. Quatro homens dirigindo um carro vermelho que parecem estar tentando atrair atenção das garotas, em seguida, tentam abordá-las, mas as meninas do Destiny's Child, não parecem muito interessadas nos homens, e nas suas "cantadas". Em outra cena, as meninas que tentam escapar da atenção dos homens acidentalmente entram em um vestiário masculino, onde vêem a estrela do basquetebol Kobe Bryant, que está quase pronto para um jogo. Na próxima cena o grupo está vestindo trajes de chefes de torcidas, ao lado de Wyclef Jean, como líder da banda. A banda marchando no vídeo eram os reais integrantes da Banda de Marchas da UCLA. Wyclef Jean também é visto claramente vestindo o uniforme da UCLA Drum Major. A cena final mostra o grupo de volta na avenida e farto de se esconder da atenção indesejada dos homens no carro, então elas decidem aceitar a carona.
Na versão remix do vídeo todas as seqüências são as mesmas, exceto a cena onde Wyclef é visto como o líder da banda. O remix, em seguida, começa a tocar como a banda, as lideres de torcida, e até mesmo os jogadores começam a dançar. A próxima cena mostra as meninas, em uma festa de salsa dançando com parceiros masculinos enquanto Wyclef faz raps. O vídeo termina com o grupo de volta na avenida e farto de se esconder da atenção indesejada dos homens no carro, então elas decidem aceitar a carona.
O vídeo original da música é apresentado na compilação de vídeo The Platinum's on the Wall, Considerando que o vídeo para o "Refugee Camp Remix" nunca foi lançado em qualquer disco, mas poderia ser mais tarde encontrado no YouTube em baixa qualidade.
O equipamento de dois pedaços de ouro de Beyoncé no clipe, está em exibição no restaurante Hard Rock Cafe, em São Francisco, na Califórnia.